# 日本特殊合金
日本特殊合金株式会社（にっぽんとくしゅごうきん、英: Nippon Tokushu Goukin Co.,Ltd.）は、愛知県蒲郡市に本社を置く超硬工具・サーメット工具を粉末から一貫で製造を行っている企業である。

## 概要
超硬工具素材や超硬精密金型をはじめとした、耐摩耗性・靭性を兼ね備えた製品を製造しているメーカーで東京製綱グループのうちの1社である。

## 主な事業内容
- 超硬工具素材
- 超硬精密金型
- 丸鋸用超硬チップ
- ダイス
- スローアウェイチップ
- サーメット工具完成品

## 沿革
- 1969年（昭和44年） - 愛知県豊橋市にて設立。
- 1974年（昭和49年） - 東京製綱の系列会社になる。
- 1984年（昭和59年） - 愛知県蒲郡市に移転する。
- 1996年（平成8年） - 第2工場完成。
- 1999年（平成11年） - ISO9001認証取得。
- 2001年（平成13年） - 第3工場および研究棟完成。

## アクセス
- JR東海三河三谷駅から徒歩約10分

## 関連企業
- 東京製綱